# ۱۰ نفر از جذاب‌ترین افراد باربارا والترز
۱۰ نفر از جذاب‌ترین افراد باربارا والترز (انگلیسی: Barbara Walters' 10 Most Fascinating People) مجموعه تلویزیونی از ده شخصیت عمومی بود که در زمینه‌های سرگرمی، ورزش، سیاست و فرهنگ عامه افراد برجسته‌ای بودند. این برنامه توسط باربارا والترز میزبانی می‌شد.